# Il pianeta azzurro
Il pianeta azzurro è un film del 1982 diretto da Franco Piavoli.
È stato presentato in concorso alla trentanovesima edizione del Festival di Venezia.
Il film è costruito attraverso tempi lunghi che vogliono creare un'intima adesione degli spettatori con i ritmi della natura: alcune sequenze durano diversi minuti senza l'ausilio di effetti e accelerazioni.

## Trama
Seguendo il ciclo delle stagioni è mostrato il paesaggio di campagna, dal risveglio della vita dopo le gelate invernali alle fioriture della primavera, il calore estivo nel lavoro dei campi e il crepuscolo dell'autunno. L'uomo si confronta con la natura nel susseguirsi delle stagioni e nei momenti essenziali della sua esistenza: l'infanzia, l'amore, il cibo, il lavoro, il dolore.

## Produzione
L'opera è stata realizzata in due anni in totale libertà: Silvano Agosti ha fornito a Piavoli una cinepresa Arriflex con cui il regista e la sua assistente Neria Poli hanno potuto girare 30.000 metri di pellicola.

## Colonna sonora
Il film è privo di commento musicale, salvo una messa di Josquin Desprez nel finale.

## Riconoscimenti
- 1982 - Mostra internazionale d'arte cinematografica
  - Premio AGIS
- 1982 - Premio delle Nazioni Unite CITC UNESCO
- 1982 - Festival di Nyon
  - Premio del pubblico
- 1983 - Festival di Poitiers
  - Premio Henri Alekan
- 1983 - Nastro d'argento
  - Miglior regista esordiente
- 1983 - Premio Saint Vincent
  - Targa Mario Gromo